# شبه‌جزیره ایزو

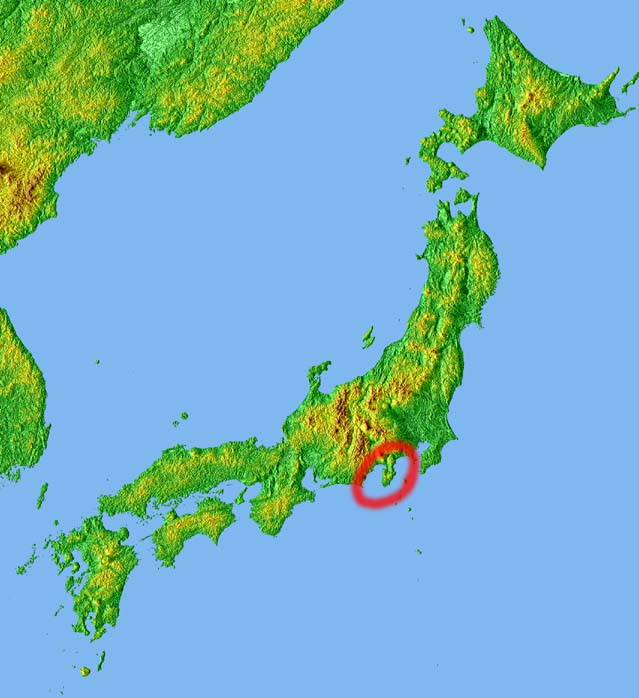
شبه جزیرهٔ ایزو.

شبه‌جزیرهٔ ایزو (به ژاپنی: 伊豆半島 Izu islands) در قسمت جنوب شرقی هونشو ژاپن واقع شده‌است. مساحت آن ۱٬۴۲۱٬۲۴ کیلومتر مربع می‌باشد. از نظر تقسیمات کشوری جزء استان شیزوئوکا محسوب می‌شود. یکی از مناطق مشهور و بنام از نظر داشتن حمام آب معدنی است. مناطق ماهیگیری بسیاری دارد که از آن انواع بسیاری ماهی صید می‌شود. از مناطق کوهستانی آن واسابی به دست می‌آید که برای تهیه ترشی واسابی که یکی از سوغاتی‌های این منطقه است استفاده می‌شود.

## کوه‌ها
- کوه آماگی 天城山 あまぎさん
- کوه داروما 達磨山 だるまやま
- کوه کوروتاکه 玄岳 くろたけ
- کوه تاگاکا 多賀火山 たがかざん
- کوهستان شیزوئورا静浦山地 しずうらさんち
- منطقه آتشفشانی شیزوتوبو 伊豆東部火山群 いずとうぶかざんぐん

## نگارخانه

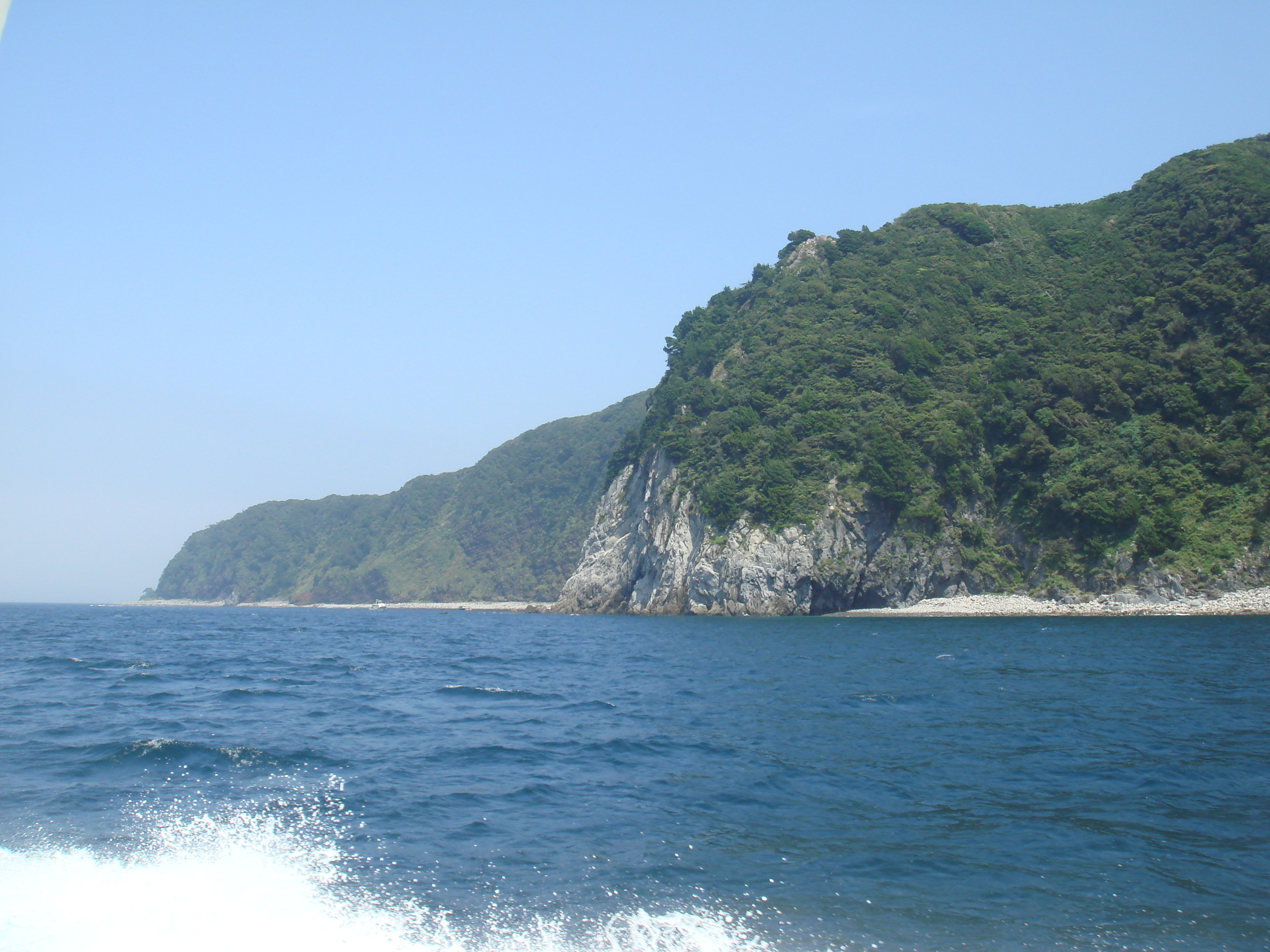
قسمت غربی ایزو.
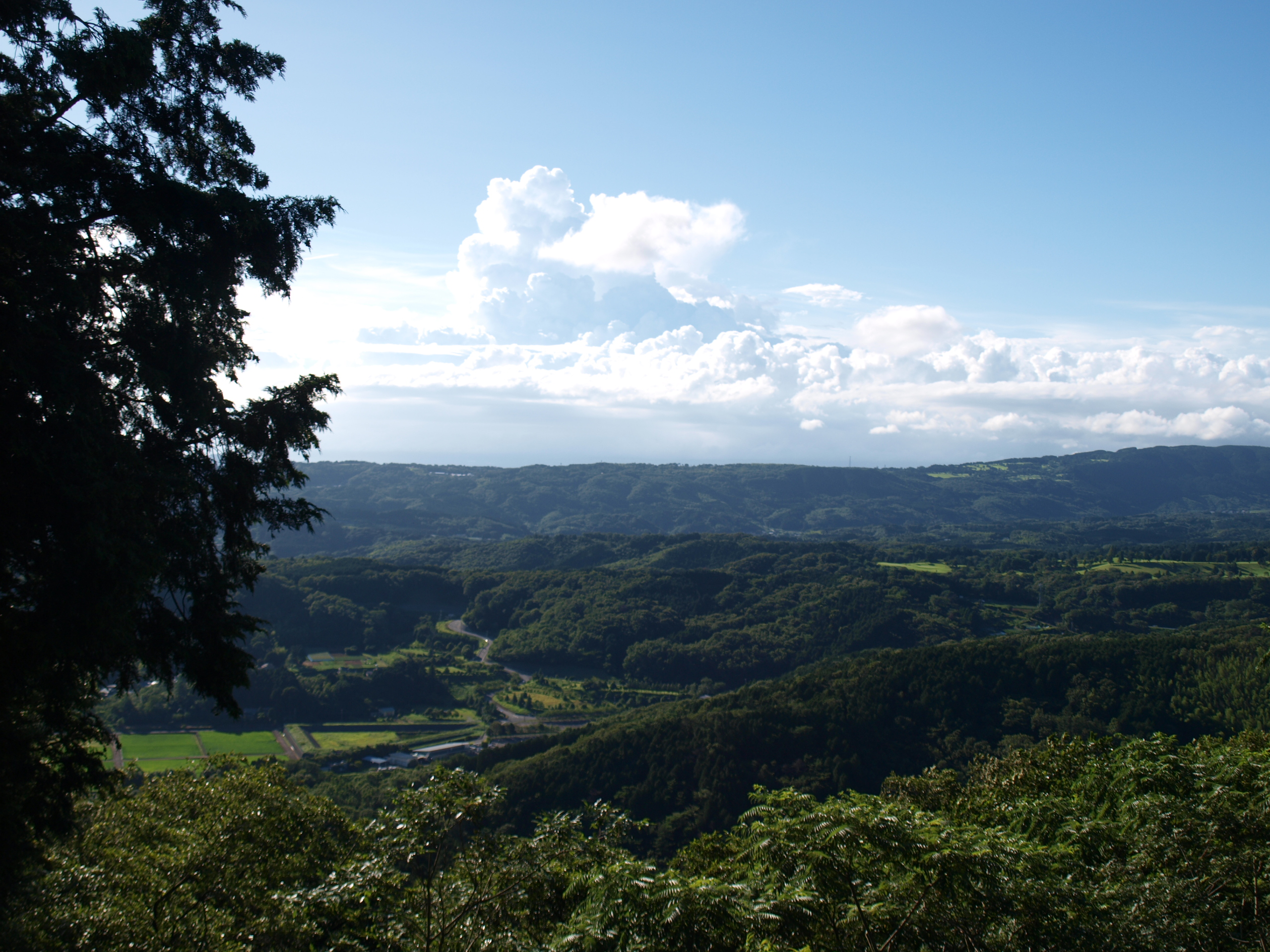
یکی از مناظر منطقهٔ ایزو.
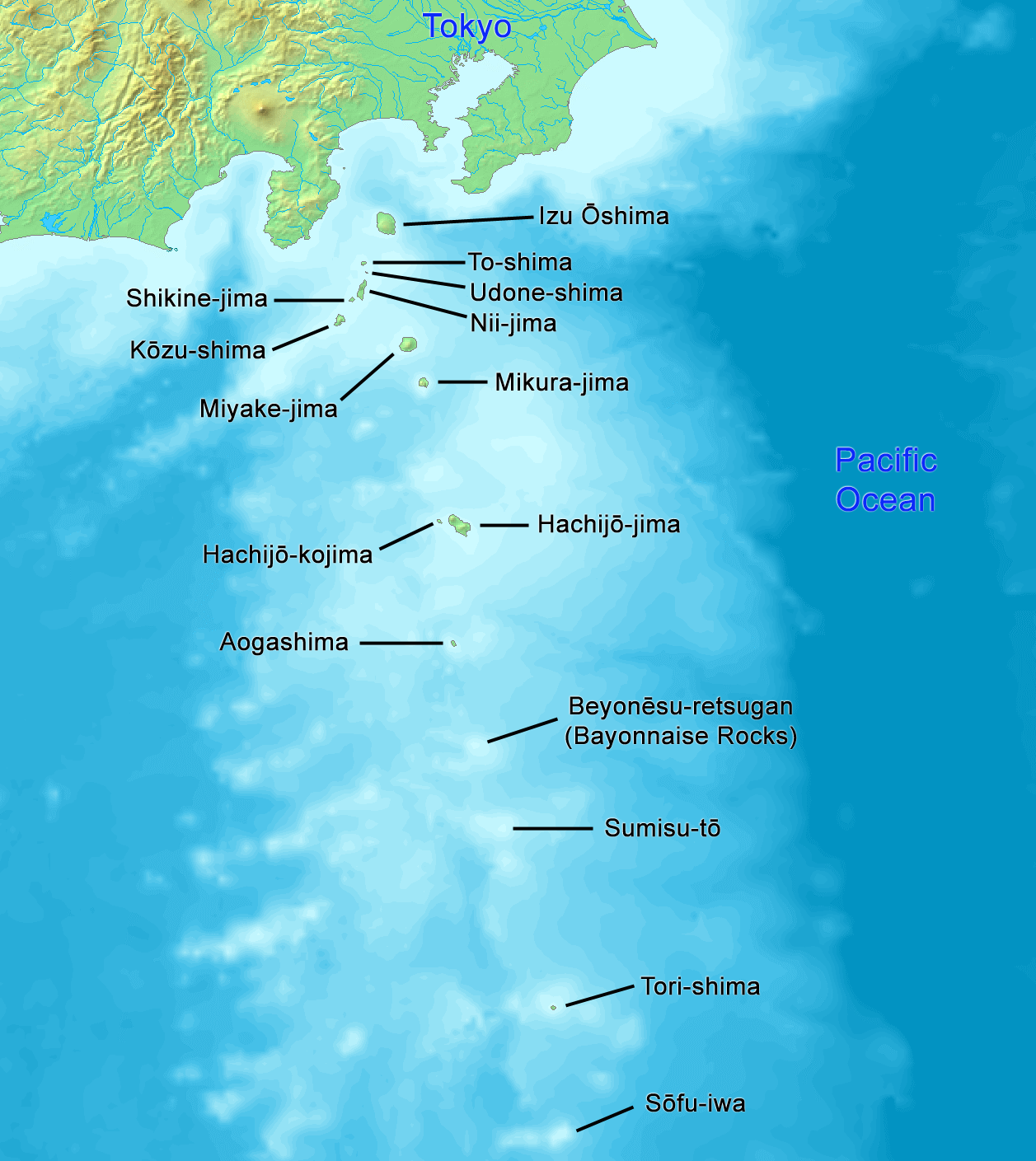
مجمع الجزایر ایزو.